# Радлов, Сергей Эрнестович
Серге́й Эрне́стович Ра́длов (23 сентября (5 октября) 1892, Санкт-Петербург — 27 октября 1958, Рига) — советский театральный режиссёр и педагог, драматург, теоретик и историк театра. Заслуженный артист РСФСР (1933), Заслуженный деятель искусств РСФСР (1940).

## Биография
Сергей Радлов — сын Эрнеста Леопольдовича Радлова. В 1914 году женился на  Анне Дмитриевне Дармолатовой (1891—1949), русской поэтессе и переводчике.
В 1916 году окончил историко-филологический факультет Петербургского университета. В 1913—1917 годах сотрудничал со Всеволодом Мейерхольдом в Студии на Бородинской ул. и в журнале «Любовь к трем апельсинам».
В 1918—1919 годах Радлов работал в Петроградском отделении Театрального отдела (ТЕО) Наркомпроса, а также в культурно-массовых организациях Петроградского ВО и Балтийского флота. В 1918 году основал Театр экспериментальных постановок, просуществовавший недолго. В 1919 году работал в Театре Народного дома и в театре «Студия». В ноябре 1919 года основал Театр художественного дивертисмента, переименованный в январе 1920 года в Театр народной комедии, который возглавлял до его закрытия в январе  1922 года.
В 20—30-х годах Сергей Радлов ставил спектакли в Ленинградском академическом театре оперы и балета и в Академическом театре драмы, а также был их художественным руководителем (1931—1934 и 1936—1938 годах соответственно). Одновременно с 1928 года возглавлял созданный им театр, работавший под именем Молодой театр (с 1934 года — Театр-студия под руководством С. Э. Радлова, в 1939—1942 годах — Театр имени Ленинградского Совета), где ставил преимущественно пьесы В. Шекспира: «Отелло» (1932, 1935 — две ред.), «Ромео и Джульетта» (1934, 1939), «Гамлет» (1938). В 1940 году поставил «Бесприданницу» А. Н. Островского. В 1935 году поставил «Отелло» в Малом театре и «Короля Лира» в ГОСЕТе.
В марте 1942 года Радловы были эвакуированы с театром в Пятигорск. В августе немцы заняли город, и часть труппы вместе с Радловыми оказалась в оккупации. В феврале 1943 года немцы отправили театр в Запорожье, затем в Берлин и, в конце концов, на юг Франции. После окончания войны Радловы переехали в Париж.
По предложению советской миссии в 1945 году Радловы вернулись в СССР. Были арестованы, обвинены в измене Родине и сотрудничестве с оккупантами и отправлены на 10 лет в лагерь под Рыбинском. Анна Радлова погибла в лагере в 1949 году, Сергея Радлова освободили в 1953-м, но без реабилитации и права проживания в Москве и Ленинграде.
После освобождения Радлов работал очередным режиссёром в Даугавпилсском русском драматическом театре, поставил драму Ярослава Галана «Любовь на рассвете» (1953), комедию Карло Гольдони «Брак по дружбе» и «Гамлета» (1954). Через год перешёл также очередным режиссёром в Рижский театр русской драмы, где продолжил «шекспириану» — поставил «Короля Лира» (1954), «Макбета» (1957), в рижском Театре юного зрителя в 1955 — «Ромео и Джульетту» (совместно с П. Хомским, будущим главным режиссёром Московского театра им. Моссовета). Поставил ряд произведений классического репертуара («Ночь ошибок» Голдсмита, «Привидения» Ибсена, «Тевье-молочник» Шолом-Алейхема и несколько пьес советских авторов).
Решением Пленума Верховного суда СССР от 20 декабря 1957 года был признан необоснованно осужденным. Приговоры Военной коллегии Верховного суда СССР от 17 ноября 1945 года в отношении С. Э. Радлова и его жены, А. Д. Радловой, были отменены. Оба они были реабилитированы как жертвы политических репрессий.
Скончался в 1958 году, похоронен на кладбище Райниса в Риге. На памятнике надпись — последние слова Гамлета в переводе Анны Радловой:
Пусть будет так… Горацио, я мёртв.

 А ты живёшь — так расскажи правдиво

 Всё обо мне и о моих делах

 Всем, кто захочет знать.

## Адреса в Санкт-Петербурге — Петрограде
- 1920-е, дом 7 по Моховой улице

## Творчество

### Постановки в театрах
Курсы мастерства сценических постановок (Кумасцеп)
- Плавт. «Близнецы» (1918)
- Я. Б. Княжнин. «Сбитенщик» (до 1920)

Театр народной комедии
- С. Радлов "Обезьяна-доносчица"
- С. Радлов "Пленник"
- У. Шекспир "Виндзорские проказницы"

Театрально-исследовательская мастерская С. Э. Радлова
- Кальдерон. «Деревенский судья (Саламейский алькальд)» (1922)
- Софокл. «Электра» (1923, не завершена)
- Лопе де Вега. «Фуэнте Овехуна» (1925)
- А. Н. Островский. «Женитьба Бальзаминова»

Академический театр драмы — Александринский театр
- Эрнст Толлер. «Эуген Несчастный» (1923)
- Аристофан. «Лисистрата» (1924)
- Джек Лондон. «Волчьи души» (1924/25)
- Е. И. Замятин. «Общество почетных звонарей» (1924/25)
- У. Шекспир. «Отелло» (1927)
- «Ода Набунаго» (1927)
- К. А. Тренёв. «На берегу Невы» (1937)

Акопера (Мариинский театр)
- Фр. Шрекер. «Дальний звон» (1925)
- С. С. Прокофьев. «Любовь к трём апельсинам» (1926)
- Альбан Берг. «Воццек» (1926)
- М. П. Мусоргский. «Борис Годунов» (в его первоначальной редакции) (1928)
- Б. В. Асафьев. «Бахчисарайский фонтан» по Пушкину, балетмейстер Р.Захаров

Московский государственный еврейский театр (ГОСЕТ)
- М. Даниэль "Четыре дня" (1931, совместно с С. Михоэлсом)
- У. Шекспир. «Король Лир» (1935)

Малый театр
- У. Шекспир. «Отелло» (1935)

Театр под руководством С. Э. Радлова
- Б. Папаригопуло, «Взрыв» (1931)
- У. Шекспир. «Отелло» (1932, 1935)
- Г. Ибсен. «Привидения» (1933)
- У. Шекспир. «Ромео и Джульетта» (1934, 1939)
- А. Афиногенов. «Далёкое» (1935)
- А. С. Пушкин. «Маленькие трагедии» («Моцарт и Сальери», «Каменный гость» и «Пир во время чумы», 1937)
- У. Шекспир. «Гамлет» (1938)
- А. Н. Островский «Бесприданница» (1940)
- О. Уайльд. «Идеальный муж» (1940)
- А. Дюма. «Дама с камелиями» (сезон 1941/42, в блокадном Ленинграде)
- У. Шекспир. «Гамлет» (1942, Запорожье)
- А. Н. Островский. «Без вины виноватые» (1943, Франция)

Даугавпилсский театр
- У. Шекспир. «Гамлет» (1954)

Рижский русский драматический театр
- У. Шекспир. «Король Лир» (1954)
- У. Шекспир. «Макбет» (1957)

Рижский театр юного зрителя
- У. Шекспир. «Ромео и Джульетта» (совместно с П. Хомским, 1955).

Оперетты (на разных сценах):
- «Девушка-сыщик» (1924)
- «Соня». (1926)
- В. Ранцатто. «Женихи на колёсах» (1927)

Массовые зрелища (Петроград)
- Блокада России — на Каменном острове (20 июня 1920)
- К мировой коммуне — на Васильевском острове (совместно с К. А. Марджановым и Н. В. Петровым, 1920)
- Победа Революции — в Оперном театре Народного дома (1922)
- Празднество в честь 10-летней годовщины Октября (1927)

## Сочинения

### Монографии
- Радлов С. Э. Статьи о театре: 1918–1922. — Петроград: Центральное кооперативное издательство «Мысль», 1923. — 95 с.
- Радлов С. Э. Десять лет в театре. — Л.: Прибой, 1929. — 328 с.

### Драматургические произведения
- Пьеса для детей «Саламинский бой» (1919) (по мотивам Геродота, Фукидида и Эсхила; совместно с А. И. Пиотровским)[10]
- Комедия-мелодрама «Любовь и золото» (1921)[11]
- Либретто балета «Джебелла» (1925) на музыку В. М. Дешевова (совместно с А. И. Пиотровским)[12][13]
- Либретто балета «Ромео и Джульетта» на музыку С. С. Прокофьева (поставлен в 1940 г.; совместно с С. С. Прокофьевым, А. И. Пиотровским, Л. М. Лавровским[14])

## Награды и звания
- Орден Трудового Красного Знамени (1939)
- Заслуженный артист РСФСР (1933)
- Заслуженный деятель искусств РСФСР (1940)

## Семья
- Отец — Эрнест Леопольдович Радлов (1854—1928), философ, историк философии, филолог и переводчик.
- Мать — Вера Александровна Давыдова, дочь адмирала А. А. Давыдова, двоюродная сестра художника Михаила Врубеля.
- Супруга — Анна Дмитриевна Радлова  (1891—1949), поэтесса и переводчица.
- Сын — Дмитрий Сергеевич Радлов (1915—1969), актер, мастер художественного слова. Участник Великой Отечественной войны (июль 1941 — май 1945). Был тяжело ранен, награжден Орденом Красной Звезды[15].
- Внук — Сергей Дмитриевич Радлов (род. в 1962 году), историк театра, переводчик, шекспировед. Лауреат премии «Театральный роман — 2020»[16].